# Ezra Stoller
Ezra Stoller (* 16. Mai 1915 in Chicago, Illinois; † 29. Oktober 2004 in Williamstown, Massachusetts) war US-amerikanischer Architekturfotograf. Neben Julius Shulman gilt Stoller als der bedeutendste Architekturfotograf der Nachkriegsmoderne in den USA.

## Leben
Stoller, geboren 1915 in Chicago, wurde bekannt durch seine Fotografien wichtiger Gebäude in den USA. Unter anderem hat er in den fünfziger und sechziger Jahren Fotos des Frank Lloyd Wrights Solomon R. Guggenheim Museums, Eero Saarinens TWA-Terminals und Louis Kahns Salk Institutes veröffentlicht.
Stoller studierte an der New York University Architektur und gründete 1966 die Fotoagentur „Esto Photographics“. Er liebte und bewunderte die damalige moderne Nachkriegsarchitektur. Bekannte Architekten aus seiner Zeit fühlten sich geehrt, wenn ihre Bauten das Interesse Stollers erweckten. Seine Fotografien erschienen überwiegend in Schwarz-Weiß und im Großformat.
Stoller ist am 29. Oktober 2004 im Alter von 89 Jahren in seinem Haus in Williamstown/Massachusetts an einem Schlaganfall gestorben.

## Einzelausstellungen
- 2011: Ezra Stoller: „What’s on in New York“ in der Yossi Milo Gallery New York, vom 6. Januar bis zum 12. Februar 2011
- 2007: Danziger Projects
- 2004: Williams College Museum of Art, Williamstown MA
- 2004, 2002: Henry Urbach Architecture Gallery, New York
- 2001: Ariel Meyerowitz Gallery, New York
- 2000: Galerie Rolf Ricke, Köln
- 1999, 1998: James Danziger Gallery, New York
- 1980: Max Protetch Gallery, New York

## Gruppenausstellungen (Auswahl)
- Canadian Centre for Architecture
- San Francisco Museum of Modern Art